# Rubber Soul
Rubber Soul је шести студијски албум енглеског рок састава The Beatles. Објављен је 3. децембра 1965. године у Великој Британији, издавач је ЕМИ Парлофон, праћен двоструким синглом са стране А „Day Tripper” / „We Can Work It Out” који нису били на албуму. Оригинална северноамеричка верзија албума, коју је издао Капитол Рекордс, садржала је десет од четрнаест песама и две нумере садржане у албуму Help!. Rubber Soul се сусрео са врло повољним критикама и неколико недеља се налазио на врху листе продаје у Британији и Сједињеним Државама.
Албум је сниман у Лондону током четири недеље, почевши од октобра 1965. године. По први пут у каријери, бенд је могао да сними албум без концертних, радио или филмских обавеза. Често називан фолк рок албумом, посебно у својој Капитол конфигурацији, Rubber Soul садржи мешавину поп, соул и фолк музичких стилова. Наслов потиче из колоквијализма „пластична душа” и био је начин да Битлси признају њихов недостатак аутентичности у поређењу са афроамеричким соул уметницима којима су се дивили. После A Hard Day’s Night 1964. године, ово је други албум који је  имао само оригинални материјал.
Песме демонстрирају растућу зрелост Битлса као текстописаца, и појави светлијих гитарских тонова и нових инструмената као што су ситар, хармонијум и фјуз бас, група је тежила ка експресивнијем звуку и аранжманима за своју музику. Пројекат је означио напредак у третирању формата албума као уметничке платформе, приступ који су наставили развијати са албумима  Revolver и Sgt. Pepper's Lonely Hearts Club Band. Четири песме које је Капитол изоставио, укључујући сингл „Nowhere Man” из фебруара 1966, касније су се појавиле у северноамеричком издању Yesterday and today.

## Позадина
Већина песама компонована је убрзо након повратка Битлса у Лондон са турнеје по Северној Америци, августа 1965. Албум одражава утицај њиховог времена проведеног у Америци. Осим што су поставили нови рекорд посећености када су 15. августа свирали пред преко 55.000 људи на Шеа стадиону, турнеја је омогућила групи да се састану са Бобом Диланом у Њујорку и њиховим дугогодишњим јунаком Елвисом Прислијем у Лос Анђелесу. Иако су Битлси издали свој албум Help! истог месеца, захтев за новим албумом у време Божића био је у складу са распоредом који су 1963. утврдили Брајан Епстајн, менаџер групе, и Џорџ Мартин, њихов продуцент.
У својим новим песмама Битлси су црпили инспирацију из соул музике, посебно синглова које су током лета чули на америчком радију, и из савременог фолк рока Боба Дилана и  групе Брдс.
Две године након почетка Битлманије, бенд је био отворен за истраживање нових тема у својој музици кроз комбинацију напорног свирања публици пуној бучних обожавалаца, њихове комерцијалне моћи, заједничке радозналости стечене литературом и експериментисањем са халуциногеним дрогама.

## Наслов и омот
Ленон је рекао да је наслов био Макартнијева идеја и да се односи на "енглеску душу". На конференцији за медије из 1966. године Стар је рекао да су назвали албум Rubber Soul како би признали да су, у поређењу са америчким соул уметницима, "ми смо бели и немамо оно што они имају", и додао да је тачно да Британци глуме када покушавају да свирају соул музику. Макартни се присетио да је наслов замислио након што је послушао америчког музичара који је стил певања Мика Џегера описао као "пластичну душу". 
Rubber Soul био је први албум групе на чијој насловници није било њиховог имена. Насловну фотографију Битлса снимио је фотограф Роберт Фриман у башти Ленонове куће. Идеја за „истегнути” ефекат слике настала је случајно када је Фриман пројектовао фотографију на комад картона величине ЛП-ја, а плоча је пала мало уназад, продужујући пројектовану слику.
Препознатљив натпис створио је илустратор Чарлс Фронт, који је подсетио да је његова инспирација био наслов албума: „Ако тапнете у каучуково дрво, добићете неку врсту капљице, па сам почео размишљати о стварању облика који представља то, почети уско а затим да се разлије”. Заобљена слова  успоставила су стил који је постао свеприсутан у психоделичном дизајну.

## Издање и утисци
Rubber Soul издат је од стране издавачке куће ЕМИ 3. децембра 1965. Сингл „Day Tripper” / „We Can Work It Out” такође је објављен тог дана. ЕМИ је саопштио да је направљено 750.000 примерака ЛП-а како би удовољила локалној потражњи. Унапред је наручено 500.000 примерака, а репортер емисије Дејли Мирор објавио је да то означава нови рекорд у претпродаји за ЛП. На дан изласка албума, Битлси су имали наступ у биоскопу Одеон у Глазгову.  Бенд је током турнеје извео обе стране сингла, али само „If I Needed Someone” и „Nowhere Man” са новог албума. У Сједињеним Државама, Rubber Soul био је њихов десети албум и први који се у потпуности састојао од оригиналних песама. Албум је тамо издат 6. децембра.
Мајкл Фронтани је у својој књизи  Битлси:Слика и медији написао: "До изласка албума Rubber Soul 1965. године, сваки нови албум посматран је као напредак у уметничком развоју бенда”
Мекши музички приступ бенда и употреба носталгичних слика повећали су везу са њиховим обожаватељима. Кантаутор Елвис Костело, који је у то време био једанаестогодишњи обожаватељ, касније се присетио своје првобитне реакције на албум: „Не свиђа ми се ово, мислим да су изгубили разум… Нисам разумео ниједну реч, нисам мислио да је добро, а шест недеља касније нисам могао да живим без албума! И то је добро, веровати људима који стварају музику да могу да те одведу на неко место на коме раније ниси био.”

## Листа песама
Све песме су написане од стране Ленона и Макартнија осим где је другачије наведено.

### А страна
| Редослед | Наслов                                 | Главни вокали    | Трајање |
| -------- | -------------------------------------- | ---------------- | ------- |
| 1.       | „Drive my car”                         | Макартни и Ленон | 2:25    |
| 2.       | „Norwegian wood (This bird has flown)” | Ленон            | 2:01    |
| 3.       | „You won't see me”                     | Макартни         | 3:18    |
| 4.       | „Nowhere man”                          | Ленон            | 2:40    |
| 5.       | „Think for yourself” (Џорџ Харисон)    | Харисон          | 2:16    |
| 6.       | „The word”                             | Ленон            | 2:41    |
| 7.       | „Michelle”                             | Макартни         | 2:40    |

### Б страна
| Редослед | Наслов                               | Главни вокали    | Трајање |
| -------- | ------------------------------------ | ---------------- | ------- |
| 1.       | „What goes on” (Ленон-Макартни-Стар) | Стар             | 2:47    |
| 2.       | „Girl”                               | Ленон            | 2:30    |
| 3.       | „I'm looking through you”            | Макартни         | 2:23    |
| 4.       | „In my life”                         | Ленон            | 2:24    |
| 5.       | „Wait”                               | Ленон и Макартни | 2:12    |
| 6.       | „If i needed someone” (Џорџ Харисон) | Харисон          | 2:20    |
| 7.       | „Run for your life”                  | Ленон            | 2:18    |

## Спољашње везe
- Коментари Битлса на сваку песму